# Przylądek Anamur
Anamur – przylądek w Turcji, na półwyspie Azja Mniejsza. 
Najdalej na południe wysunięty punkt półwyspu Azja Mniejsza.
Przylądek administracyjnie należy do prowincji Mersin.